# Ribeirão Ibertioga
Der Ribeirão Ibertioga ist ein etwa 19 km langer linker Nebenfluss des Rio Ivaí im Nordwesten des brasilianischen Bundesstaats Paraná.

## Etymologie und Geschichte
Der Name stammt von der gleichnamigen Stadt Ibertioga in Minas Gerais, aus der in den 1950er Jahren frühe Siedler kamen. Er leitet sich von Burique Oca ab, was so viel bedeutet wie Höhle der Búzios (Affen) oder Versteck der Meeräschen (Fische). Ibertioga wurde gewählt, um sich von Bertioga, einer Gemeinde in São Paulo, abzugrenzen.

## Geografie

### Lage
Das Einzugsgebiet des Ribeirão Ibertioga befindet sich auf dem Terceiro Planalto Paranaense (Dritte oder Guarapuava-Hochebene von Paraná).

### Verlauf
Sein Quellgebiet liegt im Munizip Terra Boa auf 325 m Meereshöhe etwa 3 km nördlich des Hauptorts in der Nähe der PR-558.
Der Fluss verläuft in nördlicher Richtung. Er mündet im Munizip Jussara auf 258 m Höhe von links in den Rio Ivaí. Er ist etwa 19 km lang.

### Munizipien im Einzugsgebiet
Am Ribeirão Ibertioga liegen die zwei Munizipien Terra Boa und Jussara.